# Leo Frobenius
Leo Frobenius (Berlino, 29 giugno 1873 – Biganzolo, 9 agosto 1938) è stato un etnologo e africanista tedesco che, più di ogni altro studioso, contribuì a svelare all'Europa il valore delle culture africane.
Con il materiale raccolto nel corso delle sue 12 spedizioni in Africa, sfatò definitivamente l'immagine colonialistica del "negro selvaggio", mostrando agli europei la molteplicità e la ricchezza delle arti e delle tradizioni africane.

## Attività
Frobenius intraprese, fra l'altro, il rilevamento e lo studio sistematico delle figurazioni rupestri del Sahara, dell'Algeria, della Nubia e del Sudafrica. Trasferì, inoltre, sul piano storico l'attività creativa del simbolo: considerò cioè le antiche culture e quelle dei cosiddetti primitivi come il vasto repertorio di esperienze, comprensibili solo considerando il simbolo come elemento di una conoscenza commossa che trascende l'uomo ed è la determinante prima della civiltà.
Con questa teoria Frobenius sconfinava nella metafisica: era un tentativo di interpretare oggettivamente, in etnologia, l'esperienza psichica collettiva; così come, in psicologia, fece Carl Gustav Jung (già discepolo di Sigmund Freud) con la teoria dell'inconscio collettivo.
Nel 1898 fondò a Berlino l'Archivio africano; nel 1922 a Monaco l'Istituto di ricerca per al morfologia della civiltà, trasferito nel 1935 a Francoforte, e che dal 1945 prese il nome di Istituto Frobenius.
Nel 1923 fu nominato professore onorario di etnologia e storia delle civiltà all'università di Francoforte; nel 1934 divenne direttore del Museo etnografico di quella città.
Attraverso i suoi trattati, oltre a informazioni e scoperte di notevole valore, come quella sulle origini della civiltà egizia, elaborò le sue teorie sulle leggi che regolano l'evoluzione delle culture. Le civiltà si sviluppano, secondo lo studioso, per stadi successivi di crescita, maturità e decadenza, dapprima in forma 'intuitiva' come nel bambino, poi 'ideale' come nel giovane, infine 'pratica' come nell'adulto. Il divenire storico è guidato dalle forze irrazionali che muovono dal profondo dell'umanità provocando 'commozione'.

## Edizioni italiane
- Leo Frobenius, Storia della civiltà africana, trad. Clara Bovero, Collezione di studi religiosi etnologici e psicologici, Einaudi, Torino, I ed. 1950.
  - Storia delle civiltà africane, prefazione di Ranuccio Bianchi-Bandinelli, Edizioni Scientifiche Einaudi, Torino, 1958.
  - Storia della civiltà africana, Collezione Il ramo d'oro, Adelphi, Milano, 2013, ISBN 978-88-459-2816-1.
- id., Il Decamerone Nero, racconti africani raccolti da Leo Frobenius, trad. e cura di Francesco Saba Sardi, Rizzoli, Milano, 1971. 
  - Il Decamerone Nero. Racconti africani raccolti da Leo Frobenius, BUR, Milano, 1987.
  - Collezione Atlantide. Decamerone Nero, Collana Biblioteca, Aragno, 2013, ISBN 978-88-8419-625-5.
- id., Fiabe del Kordofan, trad. U. Colla, Collana Biblioteca n.337, Adelphi, Milano, 1997.
- Id., Il Liuto di Gassire, leggenda africana con una nota di Ezra Pound, Ediz. All'insegna del Pesce d'oro, Milano, 1961.
- id., Paideuma. Lineamenti di una dottrina della civiltà e dell'anima, trad. L. Arcella, Mimesis, Milano, 2016.